# Oscar Furlong
Oscar Alberto Furlong (ur. 22 października 1927 w Buenos Aires, zm. 11 czerwca 2018) – argentyński koszykarz, występujący na pozycjach silnego skrzydłowego oraz środkowego, olimpijczyk,  mistrz świata z 1950 roku, tenisista.
Grał w reprezentacji Argentyny na igrzyskach olimpijskich w Londynie w 1948 r., i mimo że drużyna jako całość wypadła słabo, został wtedy uznany za jednego z najlepszych graczy świata, w związku z czym otrzymał ofertę gry od klubu Minneapolis Lakers. Odrzucił ją, podobnie jak propozycję od Baltimore Bullets czy University of Kentucky. Cztery lata później, na igrzyskach w 1952 r., Argentyna, z Furlongiem w składzie, zajęła 4 miejsce, przegrywając brązowy medal w meczu z Urugwajem.
Wprowadził w Argentynie jump-shot, którego nauczył się podczas trzech lat występów na uniwersytecie Southern Methodist.
Karierę koszykarską musiał zakończyć w 1957 roku. Dotychczasowy prezydent, Juan Peron, został obalony w zamachu stanu, a wojskowa junta usuwała z życia publicznego wszystkich potencjalnych zwolenników dawnego rządu, w tym niezwykle popularnych i symbolizujących sukcesy ekipy Perona koszykarzy. Nowo wybrany prezydent argentyńskiego komitetu olimpijskiego, Amador Barros Hurtado, podjął kontrowersyjną decyzję, zabraniając występów w lidze argentyńskiej wszystkim członkom składu mistrzowskiego z 1950 roku pod pozorem przyjęcia (od poprzedniego rządu) samochodów (lub, według innych źródeł, pozwolenia na ich import) jako nagrody za zdobycie mistrzostwa świata i złamania w ten sposób przepisów dotyczących sportu amatorskiego.
Trenował też z sukcesami tenis, zajmując w rankingach krajowych siódme miejsce. W 1966 roku dołączył do komitetu Argentine Tennis Association (AAT), zostając jego wiceprezydentem. Był także trenerem zespołu występującego w Pucharze Davisa. W 1977 roku jego drużyna dotarła do półfinałów tych rozgrywek.

## Osiągnięcia
NCAA
- Uczestnik rozgrywek NCAA Final Four (1956)

Zespołowe
- 6-krotny mistrz Buenos Aires (1945–1948, 1951, 1954 – mistrzostwa Argentyny są oficjalnie rozgrywane od 1984 roku)[3]

Indywidualne
- Wybrany do FIBA Hall of Fame (2007)[3]

Reprezentacja
- Mistrz:
  - świata (1950)[3]
  - uniwersjady (1953)[3]
- 2-krotny wicemistrz igrzysk panamerykańskich (1951, 1955)[3]
- MVP mistrzostw świata (1950)[3]
- 2-krotny uczestnik igrzysk olimpijskich (1948 – 15. miejsce, 1952 – 4. miejsce)[3]
- Zaliczony do I składu mistrzostw świata (1950)